# Эдельвейс
Эдельве́йс, или леонтопо́диум (лат. Leontopódium), — род двудольных травянистых растений семейства Астровые (Asteraceae), или Сложноцветные (Compositae), распространённых в высокогорных районах Европы и Азии.

## Название
Научное латинское название Leontopodium происходит от греч. λέων (leon) — «лев» и ποδεών (podion) — «лапка», поскольку внешний вид соцветия этого растения напоминает львиную лапу.
Русское родовое название Эдельвейс — транслитерация с нем. Edelweiß, от нем. edel — «благородный» и weiß — «белый».

## Ботаническое описание
Эдельвейсы — однолетние или многолетние травянистые растения высотой 12—25 см, которые растут на высоких горах.
Узкие листья снизу ворсистые, что предохраняет растения от излишнего испарения влаги; сверху листья серебристые.
Соцветие конечное, сложное, состоит из нескольких скученных в плотные комочки корзинок из белых или желтоватых цветков. Корзинки окружены линейными или ланцетными звёздчато-растопыренными листочками.

## Виды
В роде насчитывается более 60 видов. Некоторые из них:
- Leontopodium alpinum Cass. typus[1] — Эдельвейс альпийский
- Leontopodium brachyactis Gand.
- Leontopodium fauriei (Beauverd) Hand.-Mazz.
  - [syn. Leontopodium alpinum Cass. subsp. fauriei Beauverd]
- Leontopodium fedtschenkoanum Beauverd — Эдельвейс Федченко, или Эдельвейс Федченковский, или Эдельвейс равнинный, или Эдельвейс степной
- Leontopodium japonicum Miq. — Эдельвейс японский
- Leontopodium leontopodioides (Willd.) Beauverd — Эдельвейс эдельвейсовидный
  - [syn.  Leontopodium ochroleucum Beauv. — Эдельвейс бледно-жёлтый]
  - [syn.  Filago leontopodioides Willd.]
  - [syn.  Leontopodium sibiricum Cass. — Эдельвейс сибирский]
- Leontopodium palibinianum Beauverd — Эдельвейс Палибина вид, близкий эдельвейсу альпийскому. Растёт в горных и степных районах Сибири, Монголии, Маньчжурии, Кореи. Образует кустики значительно большие, чем эдельвейс альпийский, но цветки меньшего размера. Цветёт в июне—сентябре. Развивается на сухой, проницаемой, лёгкой, бедной, неудобренной почве. В гумусной почве у него лучше всего развиваются листья, но цветёт он мало. Цветоводы размножают его делением корневища весной или в конце лета и семенами. В альпинариях используют так же, как и эдельвейс альпийский.
- Leontopodium nivale (Ten.)(Ten.) Huet ex Hand.-Mazz. Beih. Bot. Centralbl. xliv. II. 137 (1927), cum descr. lat.[3]
  - Leontopodium nivale subsp. alpinum (Cass.) Greuter Willdenowia 33(2): 244 (22 Dec. 2003)

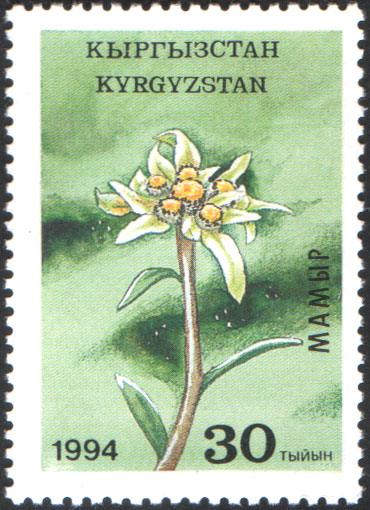
Почтовая марка Киргизии, «эдельвейс тяньшанский» (Tien Shan edelweiss). Однако, названием «эдельвейс тяньшанский» может именоваться другое растение. Вероятно, на марке изображён.

- Leontopodium souliei Beauverd
- Leontopodium stoechas Hand.-Mazz.

|                                                                        |  |  |
| Leontopodium alpinum, Leontopodium shinanense, Leontopodium japonicum. |  |  |

## Значение и применение
Эдельвейс издавна и по настоящее время принадлежит к любимым цветоводами растениям для альпинариев.
Ботаники Жан-Поль Виньерон и Виржини Лусс, фотографируя цветок эдельвейса в разных лучах спектра, обнаружили, что растение полностью поглощает ультрафиолет. Изучив околоцветники под электронным микроскопом, учёные узнали, что эдельвейсы покрыты крошечными белыми волосками, состоящими из параллельных волокон целлюлозы толщиной по 0,18 микрометра, что близко к половине длины волны ультрафиолета, достигающего Земли. Этот слой волосков поглощает излучение, способное в горах обжечь листья. В то же время такой «фильтр» из волосков пропускает видимый свет, нужный для фотосинтеза. Крем от загара из подобных наночастиц, если он будет разработан на основе этого открытия, сможет обеспечить полную защиту кожи человека от солнечных ожогов.

## В культуре
Эдельвейс для многих стал символом гор, ему посвящаются отдельные лирические произведения. Цветок эдельвейса упоминается в ряде сказочных легенд как образ труднодоступности, любви и удачи. 
Название этого растения широко используется для обозначения разнообразных объектов, не связанных с ботаникой или естествознанием.
В игре «Valkyria Chronicles» в честь растения был назван танк главного героя Велкина Гюнтера.
В романе Владимира Набокова «Подвиг» главный герой Мартын, будучи русским эмигрантом со швейцарскими корнями, носит фамилию Эдельвейс. 
В южнокорейском сериале «Аварийная посадка любви» цветок становится символом любви и надежды для главных героев. 